# Lijst van burgemeesters van Nieuwe Pekela
Dit is een lijst van burgemeesters van de voormalige Nederlandse gemeente Nieuwe Pekela in de provincie Groningen tot 1 januari 1990 toen de gemeenten Oude en Nieuwe Pekela samengevoegd werden tot de gemeente Pekela
| Ambtsperiode | Naam burgemeester               | Partij of stroming | Bijzonderheden                                                       |
| ------------ | ------------------------------- | ------------------ | -------------------------------------------------------------------- |
| 1811 - 1814  | Jan Boelens                     |                    | maire                                                                |
| 1814 - 1823  | Klaas Lammerts Tiktak           |                    | schout                                                               |
| 1823 - 1853  | Jacob Harms de Weerd            |                    |                                                                      |
| 1853 - 1872  | Kornelius Mennes Brouwer        |                    | was raadslid van Nieuwe Pekela                                       |
| 1873 - 1875  | Maurits Aernoud Diederik Jolles |                    | werd burgemeester van Winschoten                                     |
| 1875 - 1881  | Josua Nicolzon Wassenaar        |                    | werd burgemeester van Idaarderadeel                                  |
| 1881 - 1895  | Kornelis Egberts Dik            |                    | was gemeentesecretaris van Nieuwe Pekela                             |
| 1895 - 1917  | Freerk Hindriks Boels           | ARP                |                                                                      |
| 1917 - 1923  | Sijo Kornelius Haitsma Mulier   | Vrijzinnig         | werd burgemeester van Neede                                          |
| 1923 - 1932  | Hieronimus Kornelis Venema      |                    | was burgemeester van Meeden, werd burgemeester van Scheemda          |
| 1932 - 1942  | Jolke Siderius                  |                    | was burgemeester van Termunten                                       |
| 1943 - 1945  | Theunis Heeg                    | NSB                | tijdelijk burgemeester in oorlogstijd                                |
| 1945 - 1958  | Gerardus (Gerard) Boekhoven     | PvdA               | werd burgemeester van Hoogezand-Sappemeer                            |
| 1959 - 1980  | Tale Evenhuis                   | PvdA               | was burgemeester van Nieuwolda                                       |
| 1980 - 1987  | mr. Frederik J. (Ed) Tjaberings | PvdA               | werd burgemeester van Meppel                                         |
| 1987 - 1989  | Lucas Johan (Luuk) Bartelds     | PvdA               | waarnemend burgemeester, oud-gedeputeerde van de provincie Groningen |